# Jeon Eun-hye
Jeon Eun-hye (kor. 전은혜; * 1. August 1997) ist eine südkoreanische Säbelfechterin.

## Erfolge
Jeon Eun-hye erzielte 2023 ihre ersten internationalen Erfolge, als sie im Mannschaftswettbewerb der Asienmeisterschaften in Wuxi sogleich Asienmeisterin wurde. Bei den Weltmeisterschaften 2023 in Mailand belegte sie mit der Mannschaft ebenso den dritten Platz wie bei den 2023 ausgetragenen Asienspielen 2022 in Hangzhou. 2024 folgte bei den Asienmeisterschaften in Kuwait eine weitere Bronzemedaille. Zur Mannschaft gehörten bei all diesen Erfolgen neben Jeon noch Yoon Ji-su und Choi Se-bin. Bei den Asienmeisterschaften und den Asienspielen im Jahr 2023 komplettierte Hong Hae-un die südkoreanische Mannschaft und bei den Weltmeisterschaften 2023 und den Asienmeisterschaften 2024 Jeon Ha-young.
Bei den Olympischen Spielen 2024 in Paris wurde Jeon nicht für das Einzel nominiert und startete lediglich im Mannschaftswettbewerb. In diesem erreichte sie gemeinsam mit Yoon Ji-su, Choi Se-bin und Jeon Ha-young das Finale, nachdem in der ersten Runde die Vereinigten Staaten mit 45:35 und im anschließenden Halbfinale Frankreich mit 45:36 bezwungen wurden. Dort trafen die Südkoreanerinnen auf die Équipe der Ukraine, der sie mit 42:45 unterlagen und damit die Silbermedaille gewannen.